# Jörg Schilling

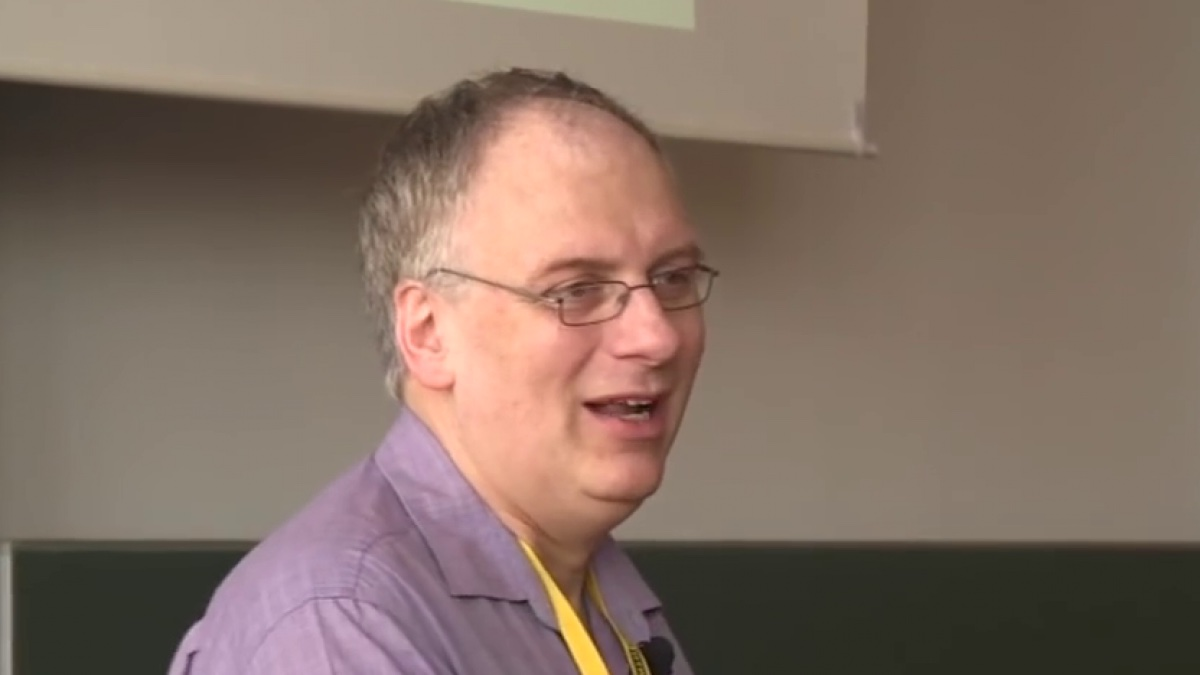
Jörg Schilling, 2015

Jörg Schilling (geboren am 27. März 1955 in Berlin; gestorben am 10. Oktober 2021) war ein deutscher Softwareentwickler, bekannt als Entwickler und Unterstützer freier, quelloffener Software, darunter der cdrtools, einer Sammlung von Programmen zum Brennen von CDs, DVDs und Blu-Rays, zeitweise das einzige frei verfügbare und portable Brennprogramm, sowie des Unix-Betriebssystems OpenSolaris.
Schilling hat frühe Programmiererfahrungen mit Pascal an der TU Berlin gemacht, wo ein IBM Mainframe mit Lochkarten programmiert werden konnte. Sein Interesse für Unix und in der Folge für freie Software entstand in der Zeit, als er für Berthold Systems arbeitete, die früh schon das Unix-Derivat Solaris von Sun Microsystems einsetzten. Zu den von Schilling entwickelten Programmen und Tools gehören neben cdrtools namentlich
- star, eine freie Implementation des Packprogramms tar
- smake, eine Version des Build-Management-Tools make
- bosh, ein Fork der Bourne-Shell, eines Unix-Kommandozeileninterpreters
- SchilliX, eine Live-CD für offene Solaris-Systeme
- libxtermcap, die extended termcap library[3]

Schilling arbeitete und forschte am Fraunhofer-Institut für Offene Kommunikationssysteme (FOKUS) in Berlin. Er starb am 10. Oktober 2021 an den Folgen eines Nierenkrebsleidens.

## Bibliografie
- Entwurf und Implementierung eines schnellen Filesystems für Unix unter besonderer Berücksichtigung der technischen Parameter optischer Speichermedien und multimedialer Anwendungen, Diplomarbeit, Technische Universität Berlin, 1991
- mit Rolf Dietze und Tatjana Heuser: OpenSolaris für Anwender, Administratoren und Rechenzentren. Springer, Berlin u. a. 2006, ISBN 3-540-29236-5.